# Shoshana Damari

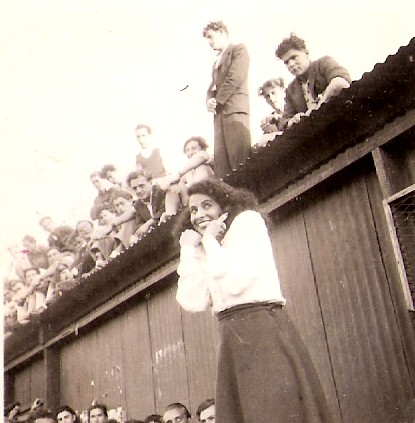
Shoshana Damari in Cyprus (1947 of 1948)

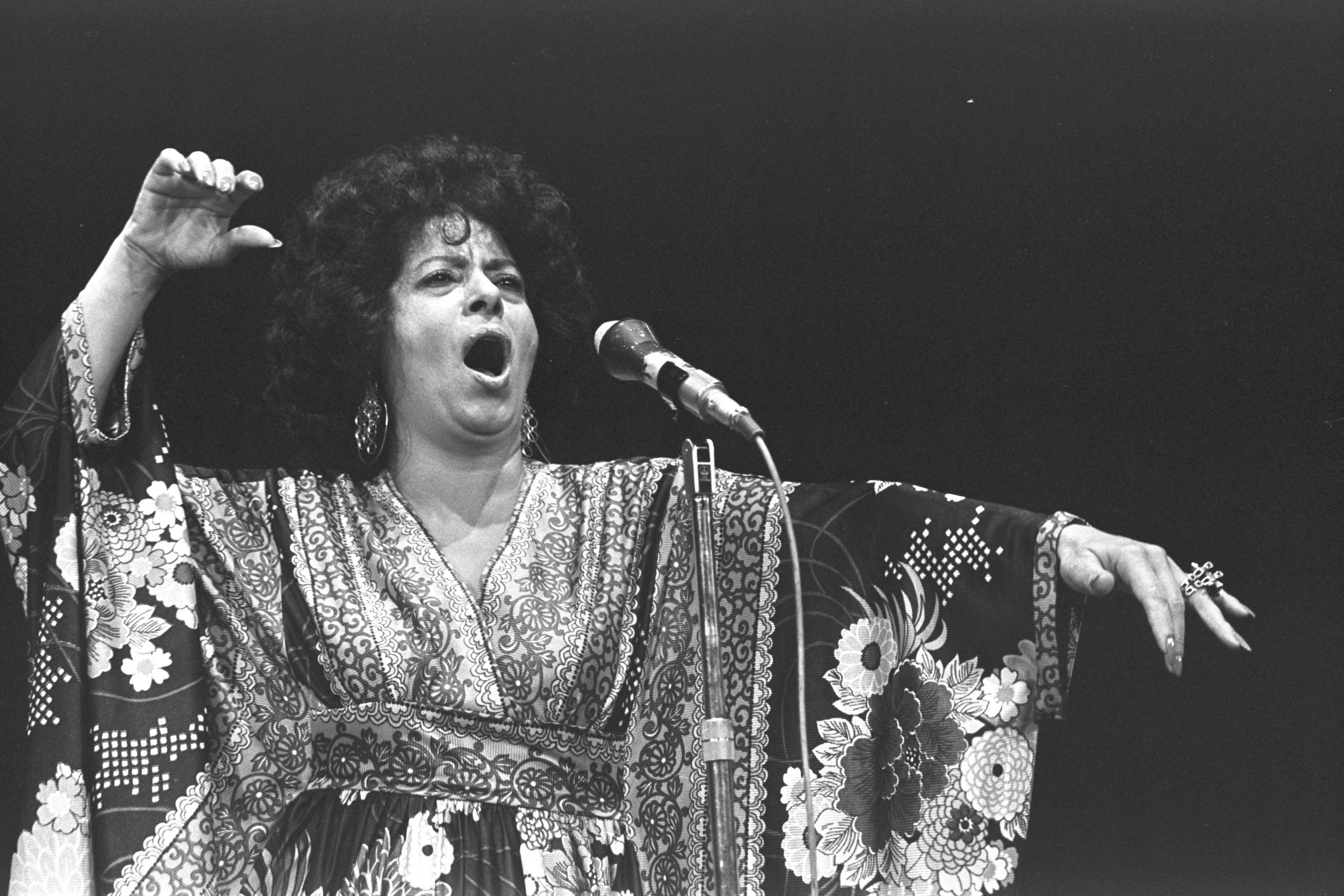
Shoshanna Damari in 1974

Shoshana Damari (Hebreeuws: שושנה דמארי) (Damar (Jemen), 1 januari 1923 - Tel Aviv, 14 februari 2006) was een Israëlische zangeres en actrice.
Damari werd geboren in het Zuid-Arabische Jemen maar emigreerde reeds in 1924 met haar familie naar het toenmalige Britse Mandaatgebied Palestina in de hoogtijdagen van de zionistische beweging. Op jonge leeftijd trad ze samen met haar moeder op en haar eerste liedjes verschenen op de radio toen ze 14 was. Ze studeerde zang en dans in de Shulamit Studio te Tel Aviv waar ze Shlomo Busami ontmoette — hij was de baas van de studio en werd haar persoonlijke manager. Kort daarop (in 1939) huwden ze; zij was op dat moment 16. Dat jaar trad Damari ook voor het eerst solo op.
Door haar achtergrond sprak ze een gedeelte van het Hebreeuws alfabet uit met een Jemenitisch accent wat haar altstem een kenmerkende klank gaf. In de periode rond de oprichting van de staat Israël stond ze op het hoogtepunt van haar bekendheid. Haar bijnaam in die tijd was "de koningin van het Israëlische lied".
Haar eerste plaat kwam uit in 1948 en haar bekendste nummer Kalaniyot (Anemonen) dateert van dezelfde periode. Ze was ook bijzonder populair onder de soldaten van het Israëlische leger, de IDF, voor wie ze tijdens haar loopbaan vaak optrad.
Midden jaren 1980 had Damari een dip in haar carrière, waar ze uitkwam dankzij een duet met Boaz Sharabi. In 1988 ontving ze de Israël Prijs voor haar bijdragen aan de vocale muziek.
In 2005, op tweeëntachtigjarige leeftijd, nam ze twee nummers op voor het Mimaamakim album van het Project van Idan Raichel. De twee stonden op het punt samen nog een project te doen.
Damari stierf na een kort ziekbed (longontsteking). Volgens het overlijdensbericht overleed ze terwijl haar familie en vrienden, die haar sterfbed omringden, het lied Kalaniyot zongen.
- Bibliothèque nationale de France: cb14168789k (data)
- Information Center for Israeli Art: 273267
- International Standard Name Identifier: 0000 0000 8154 363X
- Library of Congress Control Number: n96018618
- Nationale Bibliotheek van Letland: 000335898
- MusicBrainz: 72495349-71ef-4714-b382-d6764a9c5666
- Nationale Bibliotheek van Israël: 987007463675605171
- Nationale Bibliotheek van Polen: a0000003209791
- SNAC: w6zp5384
- Virtual International Authority File: 74061162
- WorldCat: E39PBJkxMckDbbYRhWYc3mj9jC